# あいちフィナンシャルグループ
株式会社あいちフィナンシャルグループ（英:Aichi Financial Group, Inc.）は、愛知県名古屋市中区栄に本社を置く、金融持株会社。中核法人は、株式会社あいち銀行。
共に愛知県を地盤とする第二地方銀行の愛知銀行と中京銀行の株式移転により、2022年10月3日に設立。両行は、2025年1月1日付で合併している。

## 概要
2021年12月10日、愛知銀行と中京銀行はともに、経営統合および翌2022年の共同持ち株会社設立と2024年を目処に両行合併で合意したと発表した。
翌2022年5月11日、金融持株会社の社名を「あいちフィナンシャルグループ」とすることを発表。名前の由来としては「愛知銀行の『あ』と、中京銀行の『ち』、地域一番の『い』を一緒に目指す」という思いが込められているという。
なお、両行は三菱UFJフィナンシャルグループ（MUFG）の前身と親密な地銀である。愛知銀行は、旧三菱銀行の親密地銀、中京銀行は、旧東海銀行の親密地銀であった。
2022年8月24日、中京銀行の筆頭株主であった三菱UFJ銀行が、自己株式の公開買付けに応じ、保有する中京銀行株をすべて中京銀行に売却した。なお、前身行である三菱東京UFJ銀行は2017年12月以降、保有していた愛知銀行株を売却している。
2022年10月3日、「あいちフィナンシャルグループ」が発足。経営統合により両行を合わせた預金残高は5兆円を超え、東海地方では名古屋銀行を上回るトップクラスの地銀グループとなる。今後、両行のシステムの統一など経営の効率化や両行で計155ある店舗などの拠点は地盤が重なるところを統廃合し3割ほど減らすなど合併に向けた作業を進め、2025年1月1日に愛知銀行が中京銀行を吸収合併。合併後の新名称は「株式会社あいち銀行」としている。

## 沿革
- 2021年（令和3年）12月 - 愛知銀行（以下「愛知銀」）と中京銀行（以下「中京銀」）が持株会社方式での経営統合、および2024年を目処に両行合併で合意したと発表。
- 2022年（令和4年）
  - 5月11日 - 持株会社の商号を「あいちフィナンシャルグループ」（以下「あいちFG」）にする事を発表。
  - 9月29日 - 愛知銀・中京銀がともに上場廃止。
  - 10月3日 - あいちFG発足。愛知銀・中京銀はあいちFGの完全子会社となる。同日付であいちFGは東証プライム市場・名証プレミア市場に上場。
- 2023年（令和5年）
  - 1月16日 - 愛知銀春日井ローンセンターを同行春日井支店内から中京銀勝川支店内の同行勝川ローンセンターと同一の所在地に移転、両行間において住宅ローン業務の協業を開始[14]。
  - 3月13日 - 愛知銀東京支店を中京銀東京支店と同一の所在地へ移転し、共同店舗化[15]。
  - 5月22日 - 愛知銀大阪支店を中京銀大阪中央・奈良・桜井支店と同一の所在地へ移転し、共同店舗化[16]。
- 2024年（令和6年）
  - 4月2日 - エイエイエスシー（AASTグループ）の全株式を取得し、子会社化[17]。
  - 8月1日 - 新東通信との合弁会社である「あいちFGマーケティング」を設立[18]。
- 2025年（令和7年）1月1日 - 愛知銀行が中京銀行を吸収合併し、株式会社あいち銀行に商号を変更。

## 関連会社
- 株式会社あいち銀行
  - 愛銀リース株式会社
  - 株式会社愛銀ディーシーカード
  - 愛銀コンピュータサービス株式会社
  - 愛銀ビジネスサービス株式会社
  - 愛知キャピタル株式会社
  - 株式会社中京カード
  - 中京ファイナンス株式会社
- 株式会社エイエイエスシー（持株会社）
  - 株式会社エイエイエスティ
    - 株式会社エイエイエスティ東京
    - 株式会社アイエスティ
- 株式会社あいちFGマーケティング